# オルギン
オルギン（スペイン語：Holguín）は、キューバ東部にある都市。オルギン州の州都。人口は34万6,191人。肥沃な農業地帯を背景としたタバコ、サトウキビ、コーヒー、トウモロコシなどの集散地であり、農産物加工、製材、家具製造などの伝統的工業も発達している。市の北部にはニッケルの鉱山（年間生産量は約13万t）があり、ニペ港から輸出されている。なお、市内にはキューバ最大の病院であるレーニン病院がある。

## 歴史
1545年、サン・イシドロ・デ・オルギン (San Isidoro de Holguín) の名前で創設された。名称は創設者であるスペイン軍人のガルシア・デ・オルギン (García de Holguín) にちなんでいる。1868年に始まった第一次独立戦争（十年戦争）の中心地であり、町並みにはコロニアル風の建築物が残っている。1976年以前はオリエンテ州に属していた。

## 交通
- フランク・パイス空港

## 出身人物
- レイナルド・アレナス (小説家、詩人)
- ファウスティーノ・オラマス (歌手、作曲家)
- ケニア・カルカセス (バレーボール選手)
- マリオ・キンデラン (ボクサー)
- アロルディス・チャップマン (野球選手)
- アンヘル・マトス (テコンドー選手)

## 姉妹都市
- エトビコ, カナダ
- サンタフェ, アメリカ合衆国
- サルティーヨ, メキシコ